# Estepa Pòntica
L'Estepa Pòntica és una ecoregió de l'ecozona paleàrtica, definida per WWF, que s'estén per Europa oriental, des del nord del mar Negre (Ucraïna) i del Caucas fins a la frontera entre Rússia i el Kazakhstan, al sud dels Urals. És una ecoregió de praderia que ocupa 994.000 quilòmetres quadrats a l'extrem nord-est de Bulgària, el sud-est de Romania, l'est de Moldàvia, al sud d'Ucraïna, al sud de la Rússia europea i nord-oest del Kazakhstan. El seu estat de conservació està en perill crític.